# Hennezis
Hennezis är en kommun i departementet Eure i regionen Normandie i norra Frankrike. Kommunen ligger i kantonen Les Andelys som tillhör arrondissementet Les Andelys. År 2022 hade Hennezis 749 invånare.

## Befolkningsutveckling
Antalet invånare i kommunen Hennezis
Referens:INSEE